# Walter Hempel
Albert Hermann Oskar Walter Hempel (* 12. August 1887 in Leipzig; † 5. Dezember 1939 ebenda) war ein deutscher Fußballspieler.

## Sportliche Laufbahn

### Vereinskarriere
Hempel spielte von 1908 bis 1912 als Abwehrspieler für den FC Sportfreunde Leipzig im erstklassigen Gau Nordwestsachsen. In der Saison 1909/10 wurde der Klassenverbleib als Letzter der Gruppe B allerdings erst durch das mit 3:0 gewonnene Relegationsspiel gegen den FV Sachsen Leipzig, Letzter der Gruppe A, sichergestellt.

### Auswahleinsätze
Als Spieler der Auswahlmannschaft des Verbandes Mitteldeutscher Ballspiel-Vereine nahm er am Wettbewerb um den Kronprinzenpokal teil. Nach Siegen im Viertel- und Halbfinale gewann er das am 18. April 1909 in Berlin erstmals ausgetragene Finale eines deutschen Fußballpokalwettbewerbs gegen die Auswahlmannschaft des Verbandes Berliner Ballspielvereine mit 3:1.
Er wurde auch vom DFB für Auswahlaufgaben berufen und bestritt elf Länderspiele für die A-Nationalmannschaft. Sein Debüt gab er am 5. April 1908 in Basel beim ersten offiziellen Auftritt einer deutschen Nationalmannschaft, die mit 3:5 gegen die Schweizer Nationalmannschaft verlor.
Sein letztes Länderspiel bestritt er am 1. Juli während des vom 29. Juni bis 4. Juli 1912 in Stockholm ausgetragenen olympischen Fußballturniers. Dabei kam er in der Trostrunde beim bis heute höchsten Sieg einer deutschen Nationalmannschaft, dem 16:0-Sieg gegen die Nationalmannschaft Russlands, zum Einsatz.
Zum 1. Mai 1933 trat er der NSDAP bei (Mitgliedsnummer 2.987.049).

Walter Hempel (4. v. r.) und Mitspieler,
die den Kronprinzenpokal 1909 gewannen.

## Erfolge
- Kronprinzenpokal-Sieger 1909 (mit dem Verband Mitteldeutscher Ballspiel-Vereine)